# Kargapolje
Kargapolje (russisch Каргаполье) ist eine Siedlung städtischen Typs in der Oblast Kurgan (Russland) mit 8433 Einwohnern (Stand 14. Oktober 2010).

## Geographie
Die Siedlung liegt im Südwestteil des Westsibirischen Tieflandes etwa 80 Kilometer Luftlinie in nordwestlich des Oblastverwaltungszentrums Kurgan, am linken Ufer des Flusses Miass etwa 20 km oberhalb seiner Mündung in die Isset.
Kargapolje ist Verwaltungszentrum des Rajons Kargapolski und Sitz der gleichnamigen Stadtgemeinde (gorodskoje posselenije), zu der neben der Siedlung noch die Dörfer Chramowa (etwa 4 km südwestlich) und Schabartschina (3 km nordöstlich) sowie die etwa 12 bis 15 km nord- bis nordwestlich entlang dem rechten Ufer der Isset gelegenen Dörfer Taschkowa, Netschunajewa und Mischagina gehören.

## Geschichte
Der Ort wurde 1670 von Umsiedlern aus der Stadt Kargopol im Norden des europäischen Russland, in der heutigen Oblast Archangelsk, gegründet und nach dieser benannt; zunächst waren die Namensformen Kargapolowa und Kargapolskoje in Gebrauch. Zu Beginn des 19. Jahrhunderts wurde das Dorf Sitz einer Wolost des Ujesds Schadrinsk des damaligen Gouvernements Perm.
Am 18. Januar 1824 kam es zur Gründung eines Rajons mit Verwaltungssitz in Kargapolje, wie der Ort mittlerweile genannt wurde. Am 9. Januar 1969 erhielt der Ort den Status einer Siedlung städtischen Typs.

### Bevölkerungsentwicklung
| Jahr | Einwohner |
| ---- | --------- |
| 1907 | 1.473     |
| 1939 | 3.083     |
| 1959 | 2.964     |
| 1970 | 7.042     |
| 1979 | 8.850     |
| 1989 | 10.037    |
| 2002 | 8.745     |
| 2010 | 8.433     |

Anmerkung: ab 1939 Volkszählungsdaten

## Kultur und Sehenswürdigkeiten
Die 1895 erbaute und 1939 geschlossene Mariä-Schutz-und-Fürbitte-Kirche (церковь Покрова Пресвятой Богородицы, zerkow Pokrowa Preswjatoi Bogorodizy) wurde ab den 1990er-Jahren restauriert und 2004 wiedereröffnet. In Kargapolje befindet sich das Historische und Heimatmuseum des Rajons.

## Wirtschaft und Infrastruktur
In Kargapolje gibt es eine Maschinenfabrik, die unter anderem Ausrüstungen für die Erdöl- und Erdgasförderung herstellt, sowie Betriebe der Lebensmittel- und Leichtindustrie.
Durch die Siedlung führt die Fernstraße R354, die Jekaterinburg über Kamensk-Uralski und Schadrinsk mit Kurgan verbindet. 17 km südwestlich der Siedlung befindet sich die Station Kargapolje an der 1934 eröffneten und 1971 elektrifizierten Eisenbahnstrecke Jekaterinburg – Kurgan (Streckenkilometer 263), einer Querverbindung zwischen der nördlichen Hauptstrecke der Transsibirischen Eisenbahn über Tjumen und der ursprünglichen und heutigen Südroute über Tscheljabinsk. Das bei der Station entstandene gleichnamige Dorf Kargapolje gehört zur Landgemeinde (selskoje posselenije) Maiski selsowet des Kargapolski rajon.

## Söhne und Töchter des Orts
- Sinaida Krutichowskaja (1916–1986), Geophysikerin und Hochschullehrerin